# Mimoclystia coarctata
Mimoclystia coarctata là một loài bướm đêm trong họ Geometridae.